# Spoorlijn Delémont - Boncourt
De spoorlijn Delémont - Boncourt is een Zwitserse spoorlijn van Delémont en Boncourt naar Delle en in de toekomst ook weer naar Belfort.

## Geschiedenis
Het traject Belfort – Delle werd op 29 juni 1868 door Compagnie Paris-Lyon-Méditerranée (PLM ) geopend.
Het traject Porrentruy – Boncourt – Delle werd op 23 september 1872 door Chemin de fer Porrentruy-Delle (PD) geopend.
Het traject werd door Jura-Bern-Luzern Bahn (JB) in fases geopend:
- Delémont – Glovelier: 15 oktober 1876
- Glovelier – Porrentruy: 30 maart 1877

De Chemin de fer Porrentruy-Delle (PD) werd op 16 augustus 1876 overgenomen door Jura-Bern-Luzern Bahn (JB)
Doordat Elzas-Lotharingen in de periode van 1871 tot 1918 tot het Duitse Keizerrijk behoorde verloor Bazel de rechtstreekse verbinding van de Compagnie des chemins de fer de l'Est (EST).
Van 13 augustus 1877 tot de eerste wereld oorlog was dit een belangrijke verbinding van Bazel naar Frankrijk. Deze verbinding liep via Delémont, Boncourt en Delle waar het aansloot op de lijn van de EST naar Belfort en Parijs.
Het trajectdeel van Boncourt naar Belfort in Frankrijk werd stilgelegd, maar in verband met de aanleg van de TGV-lijn Rhône-Rijn wordt de mogelijkheid onderzocht dit trajectdeel te reactiveren. Er bestaan plannen om het trajectdeel Boncourt-Delle weer in gebruik genomen.

## Traject
In Delémont ((de) : Delsberg ) bevindt zich de aansluitend op de draaischijf de historische ronde locomotief loods. Dit is een rond de draaischijf gebouwd voormalig locomotieven depot en de tuisbasis van de Historische Eisenbahn Gesellschaft (HEG). De HEG heeft in dit historische depot de restauratie en de bedrijfsvoering met historische Zwitserse treinen geconcentreerd.

## Treindiensten
Het doorgaande traject gaat van Delémont naar Porrentruy en Boncourt.
Sinds december 2004 bedient de S 3 van Basel SBB tot Porrentruy.

## Elektrische tractie
Het traject werd op 15 mei 1933 het traject Delémont - Delle landsgrens geëlektrificeerd met een spanning van 15.000 volt 16 2/3 Hz wisselstroom.

## Afbeeldingen

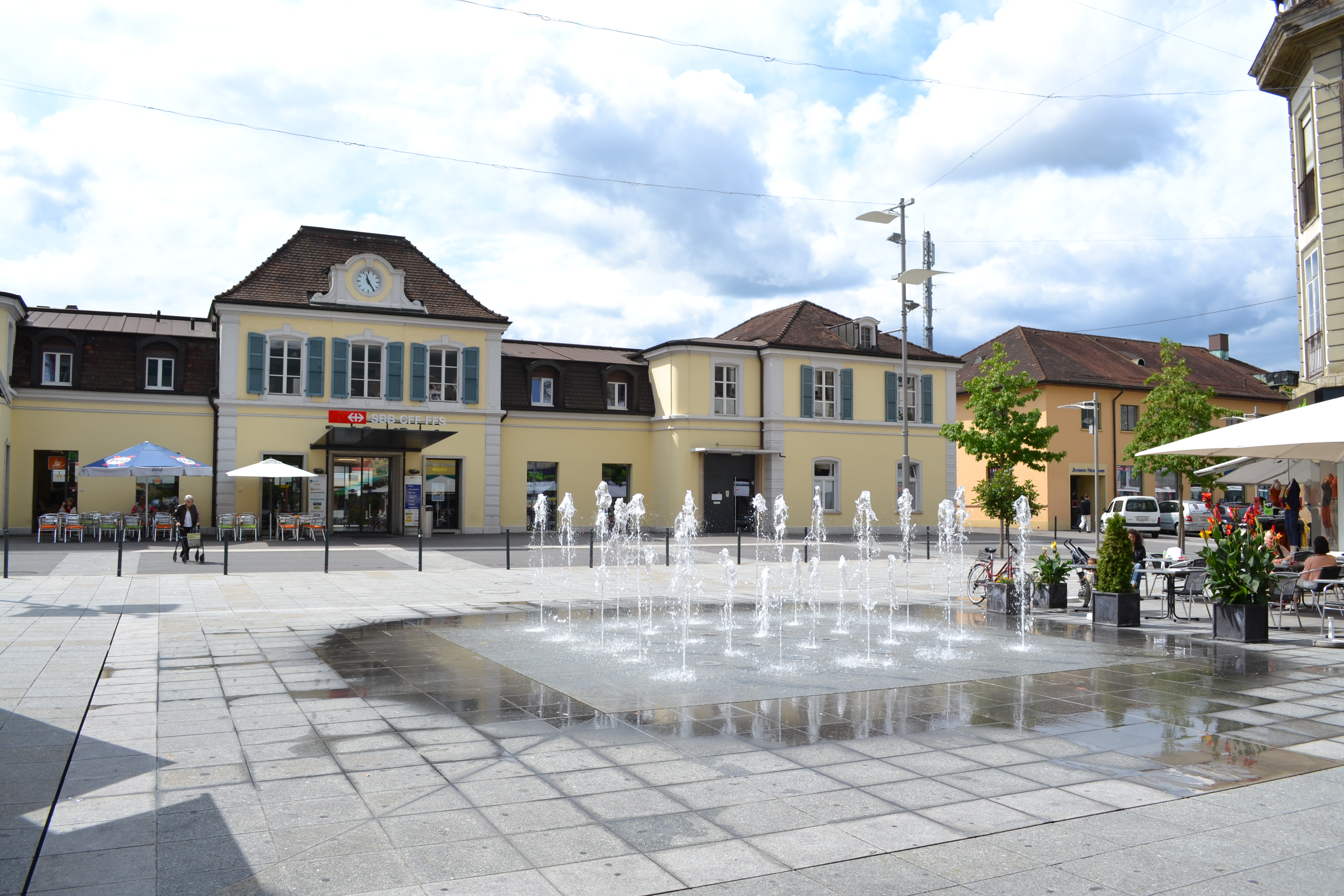
Station Delémont
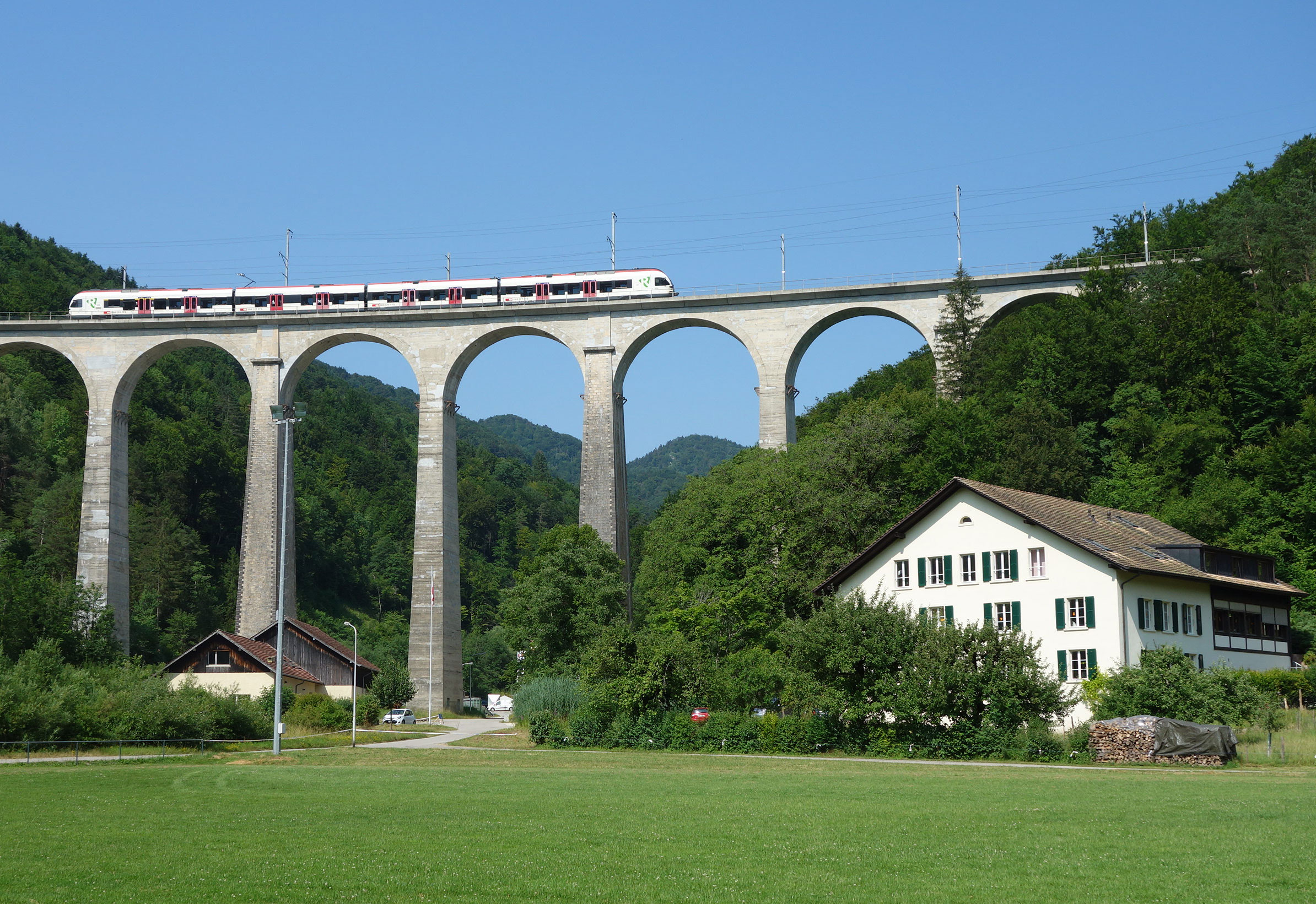
Viaduct bij Saint-Ursanne
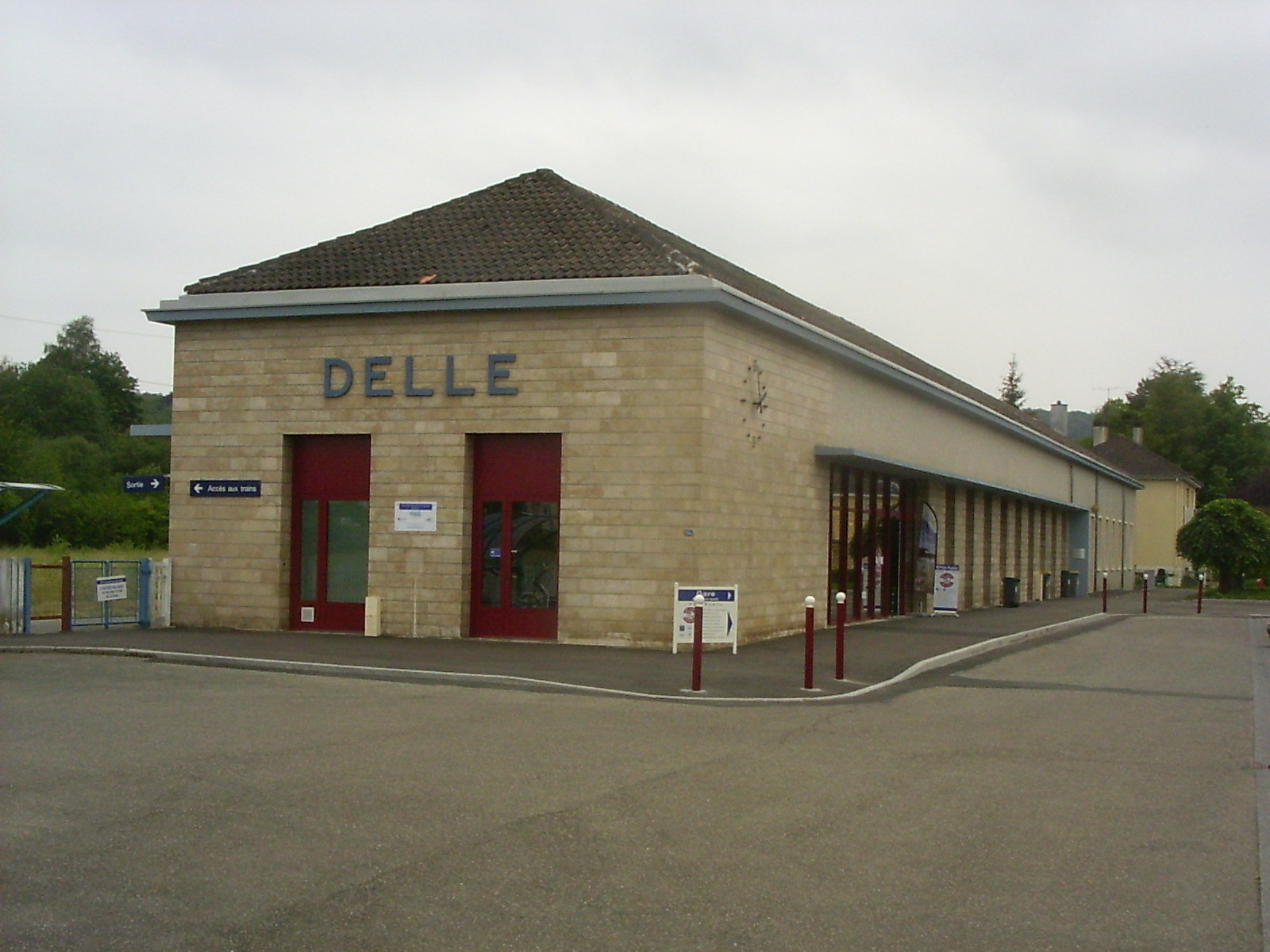
Station Delle